# Río Bolshaya Ussurka
El río Bolshaya Ussurka (en ruso: Большая Уссурка, que significa literalmente, «Gran Ussuri») es un río del noroeste asiático, un afluente de la margen derecha del río Ussuri, a su vez afluente del río Amur en su curso bajo. Tiene una longitud de 440 km y drena una cuenca de 29 600 km².
Administrativamente, discurre íntegramente por el krai de Primorie de la Federación de Rusia. 
El río nace en la cordillera Sijote-Alin, a menos de 50 km  de la costa del mar de Japón. Discurre primero un corto tramo en dirección oeste, para volverse pronto hacia el este y después encaminarse al norte. Recibe a los ríos Kolumbre y Armu, por la derecha, y continua aguas abajo por las pequeñas localidades de Dersu, Ostrovnoi y Dal'nii Kut. Después gira de forma decidida al oeste, pasando por Vostrelsovo, Novokreschenka y Pokrovka. Recibe, también por la derecha, al río Marevka y llega, casi en la desembocadura, a Dal'nerechensk, la principal ciudad de todo su curso. Desagua finalmente en el río Ussuri por la derecha.
Sus principales afluentes son los ríos Malinovka (Мали́новка) (de 274 km de longitud y una cuenca de 6490 km²), Marevka (Маревка) (179 km y 2130 km²), Naumovka (Наумовка) (88 km y 1600 km²) , Dalnjaja (Дальняя) (135 km y 2950 km²) y Armu (Арму).